# Нучету (Горж)
Нучету (рум. Nucetu) насеље је у Румунији у округу Горж у општини Негомир. Oпштина се налази на надморској висини од 162 m.

## Становништво
Према подацима из 2002. године у насељу је живело 376 становника, од којих су сви румунске националности.